# RWD-3
RWD-3 – polski samolot turystyczno-sportowy, skonstruowany przez zespół konstrukcyjny RWD na przełomie 1929 i 1930 roku.

## Historia

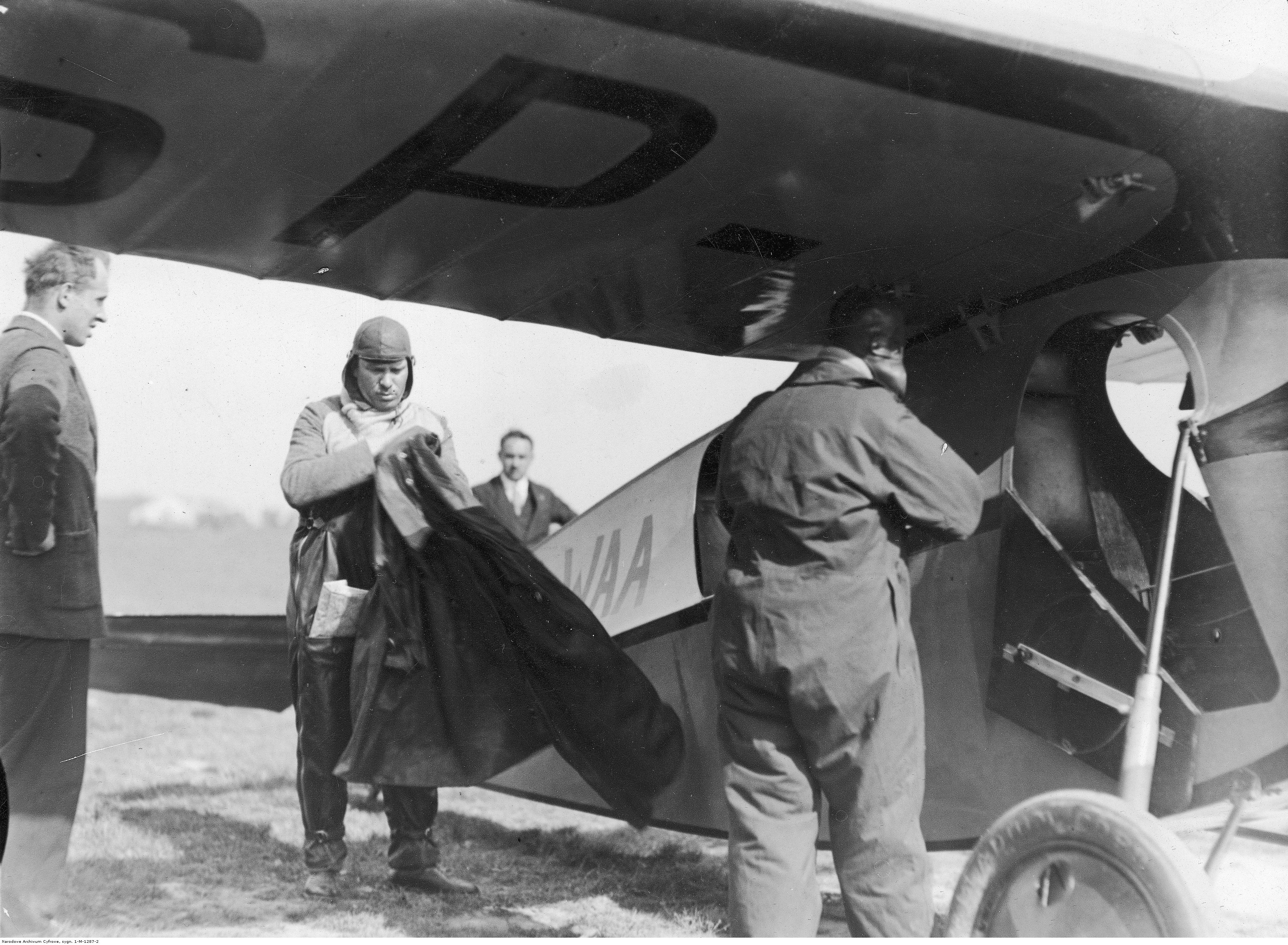
RWD-3 przed odlotem na zlot w Brnie' Widoczne otwarte drzwi kabiny załogi

Departament Aeronautyki Ministerstwa Spraw Wojskowych w październiku 1929 roku zamówił prototyp samolotu, który miał być rozwinięciem RWD-2. Zamawiający przewidywał zastosowanie nowej konstrukcji w charakterze lekkiego samolotu łącznikowego, dlatego też zlecił wyposażenie go w mocniejszy silnik, składane skrzydła oraz wzmocnione podwozie. Konstrukcja maszyny miała też pozwalać na wykonywanie akrobacji oraz na przebazowanie po szosach poprzez holowanie za samochodem.
Stanisław Rogalski, Stanisław Wigura i Jerzy Drzewiecki opracowali projekt samolotu, w którym wprowadzono zmiany zgodne z żądaniem zamawiającego. Prototyp został zbudowany w Warsztatach Sekcji Lotniczej Koła Mechaników Politechniki Warszawskiej. 24 kwietnia 1930 roku został poddany badaniom statycznym, które wykazały niewłaściwą wytrzymałość konstrukcji. Po wzmocnieniu okuć, jeszcze w kwietniu, prototyp oblatał Jerzy Drzewiecki.
Samolot nie spełnił założeń konstruktorów: przekroczona została masa własna, spadła znacznie masa użyteczna, samolot nie mógł też wykonywać akrobacji. W tej sytuacji wojsko zrezygnowało z zakupu samolotu, został przekazany Warszawskiemu Aeroklubowi Akademickiemu. Otrzymał znaki rejestracyjne SP-WAA i był używany jako maszyna treningowa i rajdowa. 24 maja 1930 roku, z załogą kpt. pil. Tadeusz Halewski i W. Bereza, wziął udział w zlocie w Bernie zajmując 3. miejsce. W tym samym roku zaprezentowano go na Międzynarodowej Wystawie Komunikacji i Turystyki w Poznaniu. Wkrótce po tym został skasowany.

## Konstrukcja

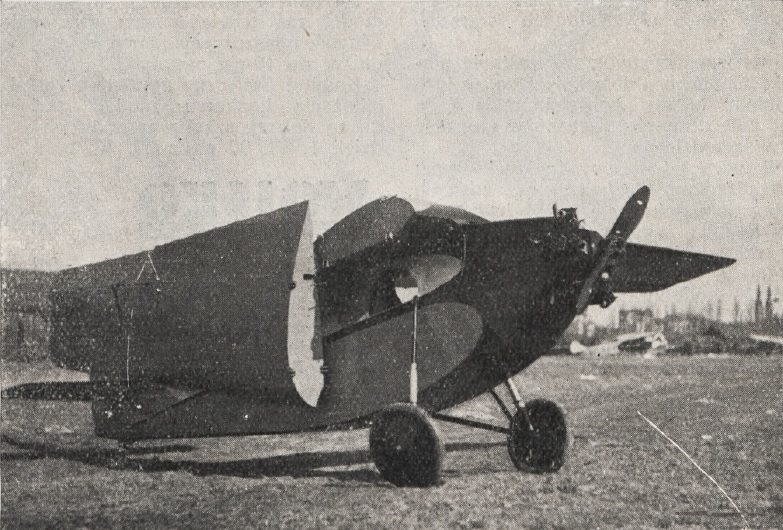
Samolot RWD-3 ze złożonymi skrzydłami

Jednosilnikowy, dwumiejscowy górnopłat wolnonośny o konstrukcji drewnianej.
Kadłub o przekroju prostokątnym na dole, na górze zwężonym, kryty sklejką. Silnik i przód kadłuba kryty blachą aluminiową. Miejsca załogi w układzie tandem, dostęp do wnętrza kadłuba przez drzwi umieszczone po prawej stronie. Za silnikiem był umieszczony zbiornik oleju.
Płat trójdzielny, składany, o konstrukcji dwudźwigarowej i obrysie trapezowym. W centralnej części umiejscowiony zbiornik paliwa. Do pierwszego dźwigara kryty sklejką, dalej płótnem. Wyposażony w lotki o napędzie linkowym.
Usterzenie wolnonośne, krzyżowe. Stateczniki o konstrukcji i pokryciu drewnianym, stery kryte płótnem. Napęd sterów linkowy.
Podwozie trójpunktowe z płozą ogonową. Koła główne z amortyzacją olejowo-powietrzną, płoza wykonana ze stalowej sprężyny piórowej.
Napęd – silnik gwiazdowy Armstrong-Siddeley Genet napędzający dwułopatowe drewniane śmigło o stałym skoku.